# Jemaras Lor
Jemaras Lor is een bestuurslaag in het regentschap Cirebon van de provincie West-Java, Indonesië. Jemaras Lor telt 6121 inwoners (volkstelling 2010).